# Паунешти (Мехединци)
Паунешти (рум. Păunești) насеље је у Румунији у округу Мехединци у општини Годеану. Oпштина се налази на надморској висини од 505 m.

## Становништво
Према подацима из 2002. године у насељу је живело 231 становника, од којих су сви румунске националности.